# Джуммыев, Аманмурад
Аманмурад Джуммыев (туркм. Amanmyrat Jummyýew) — туркменский государственный деятель.

## Биография
Родился в 1942 году в селе Мухадова Марыйского района Марыйской области ТССР.
Образование высшее. Окончил Туркменский политехнический институт.
С 1962 года — электромеханик автоматической телефонной станции Марыйской областной конторы связи. Далее — на различных должностях в системе связи от электромеханика до начальника управления электросвязи Министерства связи ТССР.
1990 — 26.06.1992 — начальник Ашхабадской городской телефонной станции.
26.06.1992 — 15.09.1995 — министр связи Туркменистана.
Дальнейшая судьба неизвестна.